# Michal Žák
Michal Žák (* 3. April 1991) ist ein tschechischer Biathlet.
Michal Žák feierte den größten Teil seiner Erfolge im Jugend- und Juniorenbereich im Sommerbiathlon. Bei den Sommerbiathlon-Europameisterschaften 2011 in Martell gewann er hinter Iwan Morawskyj und Yuriy Kopchak die Bronzemedaille im Sprint sowie im Mixed-Staffelrennen, bei den Sommerbiathlon-Weltmeisterschaften 2012 in Ufa wurde er hinter Alexander Petschonkin Vizeweltmeister auf der Strecke und gewann mit Kristýna Černá, Jessica Jislová, Matěj Krupčík in der Mixed-Staffel Bronze. Daneben ist er vorrangig im Winter aktiv. Bei den Juniorenrennen der Biathlon-Europameisterschaften 2011 in Ridnaun wurde er 42. des Einzels, 12. des Sprints und 26. der Verfolgung, 2012 erreichte er beim Einzel in Osrblie mit Platz acht sein bestes Ergebnis und wurde zudem 30. des Sprints und 28. der Verfolgung. Bei den Juniorenweltmeisterschaften 2012 in Kontiolahti gewann Žák mit Vlastimil Vávra, Matěj Krupčík und Michal Krčmář im Staffelrennen die Silbermedaille und wurde zudem 39. des Einzels, 45. des Sprints und 41. der Verfolgung.
Bei den Männern debütierte Žák 2008 in Nové Město na Moravě bei den Männern im IBU-Cup und wurde 63. eines Sprintrennens. Ein Jahr später erreichte er mit Rang 50 in einem Einzel an selber Stelle sein bislang bestes Ergebnis in der Rennserie. Erste internationale Meisterschaften im Leistungsbereich wurden die Europameisterschaften 2014 in Nové Město na Moravě. In seiner tschechischen Heimat wurde Žák 66. des Einzels, 21. des Sprints, 37. der Verfolgung und mit Lukáš Kristejn, Matěj Krupčík und Michal Krčmář Neunter im Staffelrennen.